# Wuthering Heights (groupe)
Pour les articles homonymes, voir Wuthering Heights.
Wuthering Heights est un groupe de metal progressif danois, originaire de Copenhague. Le groupe mélange de fortes influences rock progressif, musique folk avec l'utilisation de flûte irlandaise et de cornemuse, et heavy metal.
Malgré ces références à la littérature britannique du XIXe siècle, le groupe n'y fait pas allusion dans ses textes. Les sujets abordés sont plus influencés par le folklore et l'Heroic fantasy, avec des allusions directes à l'œuvre de Tolkien.

## Biographie

### Débuts (1989–1996)
Le groupe est formé en 1989, sous le nom Angelica. Ils changent rapidement de nom et enregistrent leur première démo sous le nom de Minas Tirith, allusion à l'œuvre de Tolkien qui imprègne leurs textes encore aujourd'hui. Le groupe prend comme nom le titre du roman d'Emily Brontë, Les Hauts de Hurlevent. Tales from the Woods est publiée fin 1992. Le groupe enregistre sa deuxième démo en 1994, sous le nom Vergelmir. Enregistrée au Sweet Silence Studio de Copenhague (studio ayant accueilli Metallica ou Blind Guardian), cette démo a été très bien accueilli par le milieu underground notamment en Italie et en Allemagne.
Le groupe fait à nouveau parler de lui en 1996, sous son nom définitif, lorsqu'il propose un titre pour une compilation, Extremity Rising Vol.2 du label Serious Entertainment. Le morceau Sorrow in Memoriam contient déjà tous les éléments caractéristiques de Wuthering Heights, morceau long, instruments folk, parties orchestrales, tempo élevé, etc.

### Premiers albums (1997–2004)
En 1997, le groupe signe avec un label allemand de metal gothique, et produit une démo de Within. L'orientation très progressive de l'album ne plait pas au label qui rompt le contrat avant même la sortie du disque. Mais plusieurs autres producteurs se montrent alors intéressés, et Wuthering Heights signe en 1998 chez un label américain de metal progressif, The Laser's Edge/Sensory. Le groupe ré-enregistre alors Within, premier disque d'une trilogie. L'enregistrement se déroule en août et septembre 1998, sous la direction de Jacob Hansen.
Le groupe était alors composé d'Erik Ravn (guitare), Rune S. Brink (claviers), Kasper Gram (basse), Morten Nødgaard (batterie) and Kristian « Krille » Andrén au chant (Street Talk, Memento Mori). Le design de l'album est créé par Kristian Wählin, (célèbre pour son travail avec King Diamond, Dissection, Bathory, Morgana Lefay). Le disque est très bien accueilli partout dans le monde. Le groupe se produit en concert au Danemark, fin 1999 et début 2000, avec Peter Jensen (Sinphonia, Lost Horizons) aux claviers.
Des dissensions apparaissent dans le groupe courant 2000, qui aboutissent au départ de Kasper Gram et Morten Nødgaard. 
Pour la réalisation de son deuxième album, le groupe engage momentanément le guitariste suédois Henrik Flyman (ZooL), le bassiste italien Lorenzo Dehó (Time Machine, Khali) et Morten G. Sørensen (Aurora) à la batterie. L'enregistrement commence en juin 2001, au Jailhouse Studio, sous la direction de Tommy Hansen (Helloween, Pretty Maids, Twilight, Beyond Twilight, Chroming Rose). To Travel for Evermore sort durant l'été 2002 un peu partout dans le monde.
N'ayant pas la possibilité de se produire sur scène, Erik se met immédiatement à composer le troisième album. Far from the Madding Crowd est à nouveau enregistré aux Jailhouse Studios avec Tommy Hansen durant l'été 2003. Le chant est cette fois-ci assuré par Nils Patrik Johansson (Astral Doors), Erik tenant la basse pour l'enregistrement. Far from the Madding Crowd sort fin 2003, et se veut plus mélodique et plus folk que l'album précédent. Le titre du troisième album, Far from the Madding Crowd, vient d'un roman de Thomas Hardy, publié en français sous le titre Loin de la foule déchaînée.

### The Shadow CabinetetSalt(2006–2011)
Le groupe donne son premier concert aux États-Unis, au célèbre Prog Power Festival d'Atlanta, en août 2004. le groupe est alors composé d'Andreas Lindahl aux claviers, Martin Arendal comme guitariste solo et Teddy Möller à la basse. Le succès est énorme, et sera immortalisé par un DVD (à sortir en 2006). Durant l'été 2005, le groupe reprend les concerts en Europe, avec notamment des participations au Park Rock Festival en Suède (Toke Skjønnemand remplaçant momentanément Martin Arendal, blessé à la main). En 2006, le quatrième album, The Shadow Cabinet, sort.
Le groupe publie son cinquième album studio, Salt, en 2010. En 2011, le groupe se met en pause.

## Membres

### Membres actuels
- Erik Ravn - guitare, basse, synthétiseur, chant
- Morten Gade Sørensen - batterie (depuis 2002)
- Nils Patrik Johansson - chant (depuis 2003)
- Martin Arendal - guitare (depuis 2004)
- Andreas Lindhal - claviers (depuis 2004)
- Teddy Möller - guitare, basse, batterie, chant (depuis 2004)

### Anciens membres
- John Sønder - guitare (1989–1990)
- Martin Røpcke - guitare (1991–1992)
- Morten Birch - basse (1989–1994)
- Jannik B. Larsen - guitare (1992–1994)
- Tim Mogensen - basse (1994–1995)
- Troels Liebgott - chant (1993–1996)
- Tim Christensen - claviers (1993–1996)
- Kenneth Saandvig - batterie (1990–1998)
- Peter Jensen - guitare (1999)
- Kasper Gram - basse (1996–2000)
- Morten Nødgaard - chant (1996–1997), batterie (1998–2000)
- Kristian Andrén - chant (1998–2002)
- Lorenzo Dehò - basse (2002)
- Rune S. Brink - claviers (1996–2004)
- Henrik Flyman - guitare (2002–2004)
- Eric Grandin - basse

## Discographie

### Albums studio
- 1999 : Within
- 2002 : To Travel for Evermore
- 2004 : Far from the Madding Crowd
- 2006 : The Shadow Cabinet
- 2010 : Salt

### Démos
- 1992 : Tales from the Woods (sous le nom Minas Tirith)
- 1995 : Promo Demo (sous le nom Vergelmir)
- 1997 : Within